# Aphrodita falcifera
Aphrodita falcifera är en ringmaskart som beskrevs av Hartman 1939. Aphrodita falcifera ingår i släktet Aphrodita och familjen Aphroditidae. Inga underarter finns listade i Catalogue of Life.